# Takin' It to the Streets (FM)
Takin' It to the Streets è il terzo album della band FM, uscito nel 1991.

## Tracce
1. "I'm Ready" - 3:57 (S. Overland)
2. "I Heard It Through the Grapevine" - 4:27 (N. Whitfield/B. Strong)
3. "Only the Strong Survive" - 5:25 (M. Goldsworthy/P. Jupp/S. Overland/A. Barnett)
4. "Just Can't Leave Her Alone" - 4:03 (M. Goldsworthy)
5. "She's No Angel" - 4:43 (M. Goldsworthy/P. Jupp/S. Overland/D. Digital)
6. "Dangerous Ground" - 4:33 (M. Goldsworthy/P. Jupp)
7. "Bad Blood" - 3:52 (M. Goldsworthy/P. Jupp/S. Overland)
8. "Crack Alley" - 4:53 (M. Goldsworthy)
9. "If It Feels Good (Do It)" - 4:30 (M. Goldsworthy/P. Jupp/S. Overland)
10. "The Girl's Gone Bad" - 4:39 (M. Goldsworthy/P. Jupp/S. Overland/A. Barnett)
11. "The Thrill of It All" - 4:02 (M. Goldsworthy)

## Formazione
- Steve Overland - voce, chitarra
- Merv Goldsworthy - basso
- Pete Jupp - batteria
- Andy Barnett - chitarra
- Didge Digital - tastiera